# Kasteelpark in Zwevezele

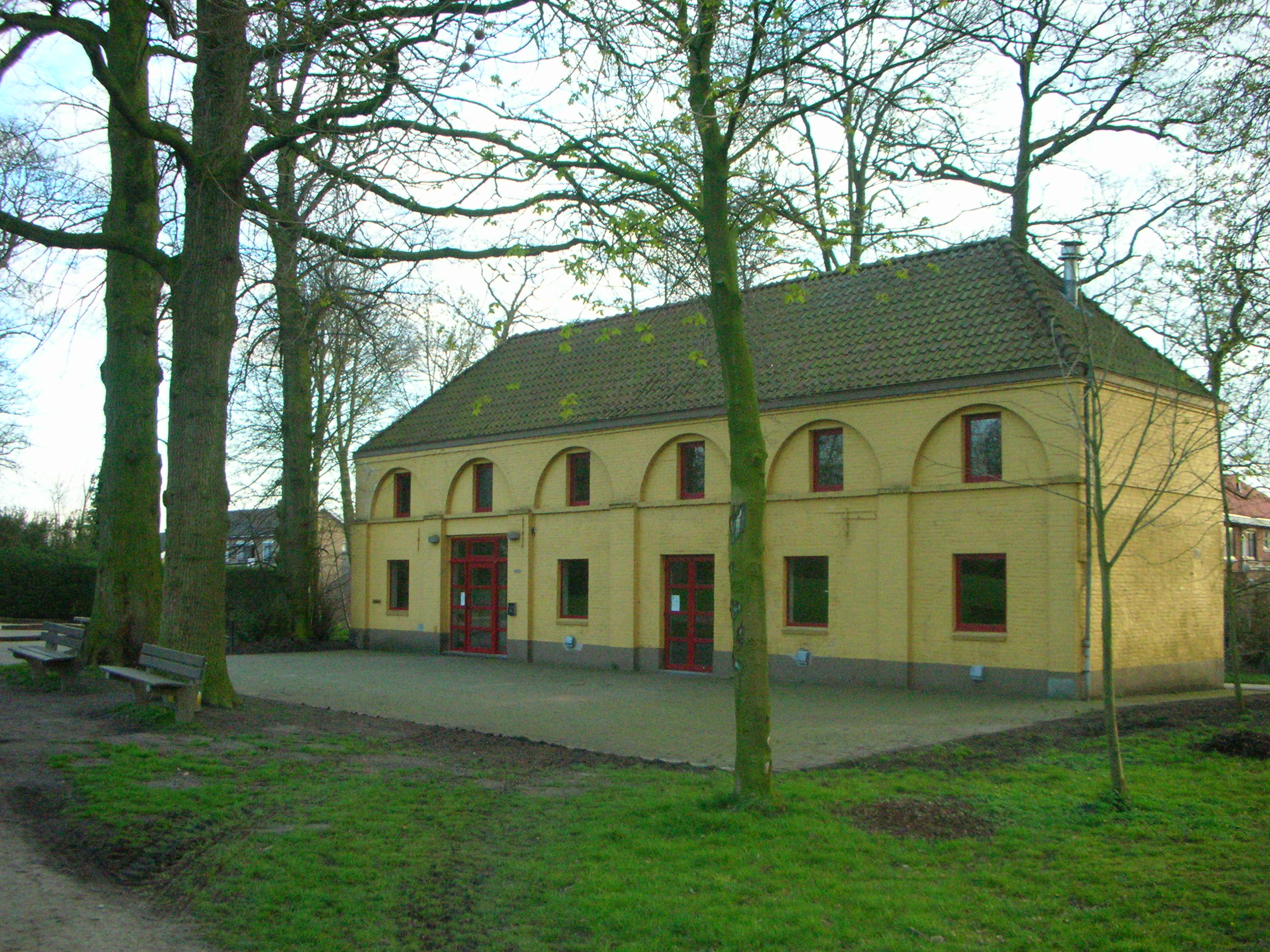
Het gerestaureerde koetshuis

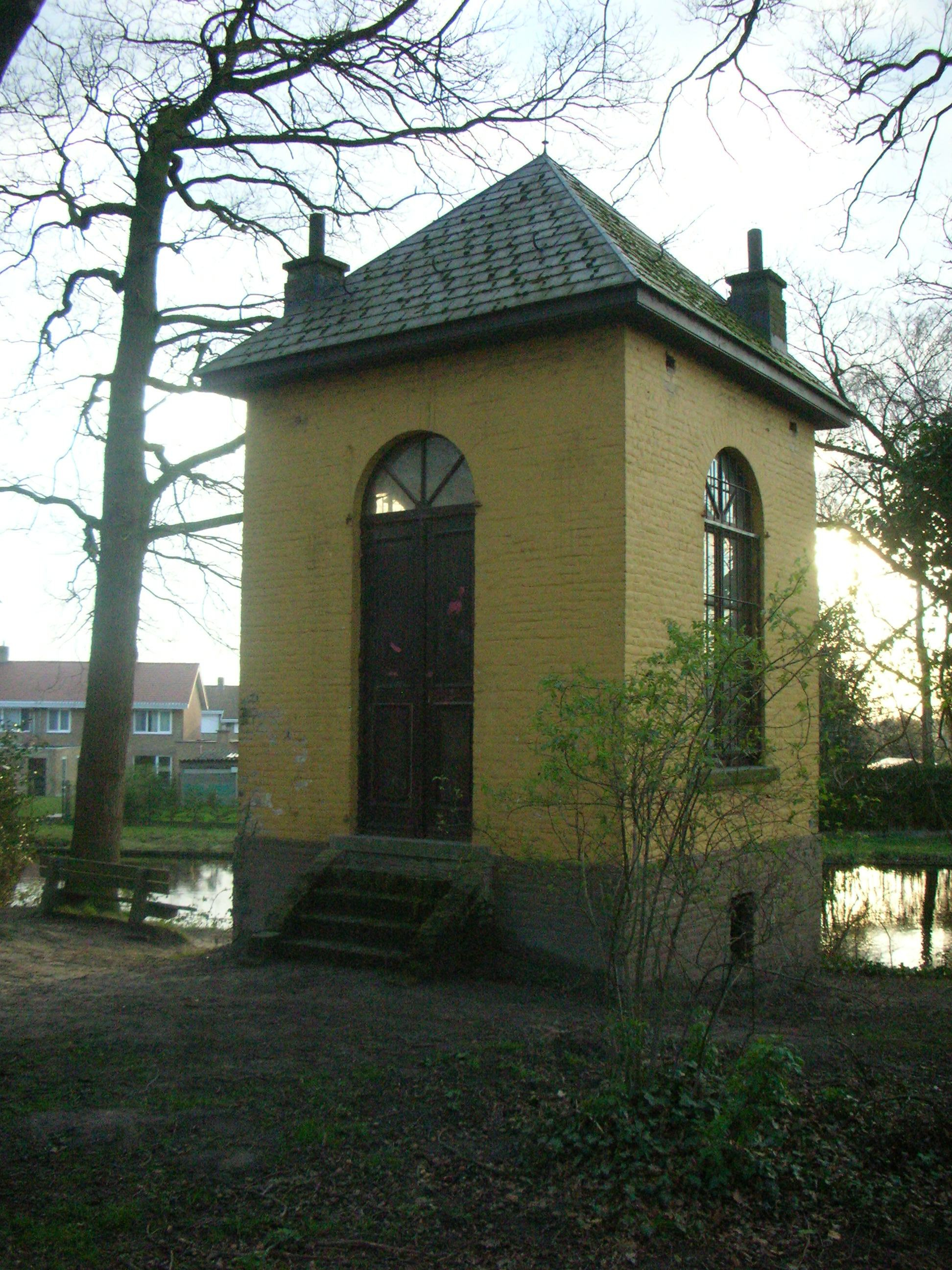
Het gerestaureerde badhuis

Het Kasteelpark van Zwevezele is een park vlak bij de markt van het Belgische dorp Zwevezele. Er staat geen kasteel meer, maar wel nog het gerestaureerde koetshuis en badhuis.

## Geschiedenis
Op de plek waar het kasteelpark zich bevindt, stond oorspronkelijk een dubbel omwalde hofstede. Deze werd rond 1440 vervangen door een waterburcht die gebouwd werd in opdracht van Jan vanden Rijne. Het ging hier om een versterkt kasteel in de vorm van een onregelmatige zevenhoek met een dubbele omwalling.
Rond 1610 werd de oude burcht vervangen door een nieuw kasteel. Adriaen Luucx begon gedurende zijn leven al met de bouw, maar het werd pas afgewerkt onder zijn voogden. Versterkte burchten waren in die tijd voorbijgestreefd. Toch bleef de dubbele omwalling behouden.
In 1816 werd begonnen met de bouw van het laatste kasteel in opdracht van burggraaf en baron Pecksteen de Swevezeele. Hij liet de binnenwal en een stuk van de oostelijke buitenwal dichtgooien en liet heel wat aarde aanvoeren waardoor het nieuwe kasteel drie meter hoger dan het oude kwam te staan. Het gelijkvloers van het oude kasteel werd voor een stuk gebruikt als kelderruimte voor het nieuwe kasteel. Voor het kasteel lag een groot terras met op beide hoeken een grote sfinx. Er werd ook een koetshuis met paardenstallen en een klein badhuis of aubetje gebouwd. 
Het kasteelpark is sinds 1984 eigendom van de gemeente. Het kasteel zelf werd afgebroken, maar het koetshuis en het badhuis werden mooi gerestaureerd en zijn dus vandaag nog te bezichtigen.